# Amaury Ovise
Amaury Ovise ist ein französischer Filmproduzent.

## Leben
Amaury Ovise studierte an der Filmhochschule La Fémis Filmproduktion und machte seinen Abschluss 2009. Im gleichen Jahr schloss er sich Kazak Productions als Associate Producer an. Die junge Filmproduktionsgesellschaft wurde 2007 von Jean-Christophe Reymond gegründet. Ovises erste Langfilmproduktion wurde Mercuriales – Die Töchter des Merkur 2014. Er produziert ansonsten häufig Kurzanimationsfilme. Der von ihm produzierte Genius Loci wurde für die Oscarverleihung 2021 als Bester animierter Kurzfilm nominiert.

## Filmografie (Auswahl)
- 2012: Les Lézards
- 2014: Mercuriales – Die Töchter des Merkurs (Mercuriales)
- 2014: Tristesse Club
- 2014: Unser aller Vaterland (Journée d'appel)
- 2015: Aquabike
- 2015: Metropolis
- 2015: Ni le ciel ni la terre
- 2017: Le Prix du succès
- 2017: Corporate
- 2017: Compte tes blessures
- 2018: La nuit des sacs plastiques
- 2018: Make It Soul
- 2019: Auf der Couch in Tunis (Un divan à Tunis)
- 2019: Les Fauves
- 2020: Genius Loci (Kurzfilm)
- 2021: Titane
- 2022: Murder Party

## Nominierungen und Auszeichnungen

### César
- 2014: Bester Kurzfilm für Les Lezards (nominiert) (mit Vincent Mariette)
- 2016: Bester Erstlingsfilm für Ni le ciel ni la terre (nominiert) (mit Clément Cogitore und Jean-Christophe Reymond)
- 2021: Bester animierter Kurzfilm für Make It Soul  (nominiert) (mit Jean-Charles Mbotti Malolo)
- 2021: Bester animierter Kurzfilm für La nuit des sacs plastiques (gewonnen) (mit Gabriel Harel)

### Oscar
- 2021: Oscar/Bester animierter Kurzfilm für Genius Loci (nominiert) (mit Adrien Mérigeau)